# Dichaea caquetana
Dichaea caquetana är en orkidéart som beskrevs av Rudolf Schlechter. Dichaea caquetana ingår i släktet Dichaea och familjen orkidéer.
Artens utbredningsområde är Colombia. Inga underarter finns listade i Catalogue of Life.